# Icon in Me
Icon in Me ist eine russische Thrash-Metal-Band aus Moskau, die im Jahr 2007 gegründet wurde. 

## Geschichte
Die Band wurde im November 2007 von Gitarrist D. Frans gegründet. Innerhalb der nächsten zwei Monate stießen Gitarrist Artyom Sherbakov, Schlagzeuger Morten Løwe Sørensen und Bassist Konstantin zur Band. Im Studio von Jacob Hansen (Destruction, Mercenary, Raunchy) studierten sie einige Lieder ein und begannen Anfang November mit den Aufnahmen. Währenddessen sah sich D. Frans nach einem Sänger um und fand im Januar 2008 mit Tony J. Jelencovich eine passende Besetzung. Im Oktober beendeten sie die Aufnahmen. Die Band spielte zudem ihren ersten Auftritt als Vorband für Machine Head in Moskau. Im Februar 2009 unterschrieb die Band einen Vertrag bei Massacre Records und veröffentlichte das Debütalbum Human Museum Anfang Mai.
Es folgte eine Tour durch Russland zusammen mit Lamb of God. Im selben Jahr erschien zudem auch eine Online-EP, auf der unter anderem drei Coverversionen von Sepultura, Ultravox und Faith No More zu hören waren.
Mitte Juli 2011 veröffentlichte die Band mit Head Break Solution ihr zweites Album. Auf dem Album waren (Ex-)Mitglieder von Bands wie Megadeth, The Haunted oder Nightrage zu hören.

## Stil
Der Gesang wechselt zwischen gutturalem und klarem Gesang. Am Schlagzeug ist die Verwendung von Blastbeats charakteristisch. Die Gitarrenpassagen sind melodisch gehalten.

## Diskografie
- 2009: Human Museum (Album, Massacre Records)
- 2009: Moments (Single, Eigenveröffentlichung)
- 2011: The Quest (Single, Eigenveröffentlichung)
- 2011: Head Break Solution (Album, Massacre Records)
- 2012: Lost for Nothing (Single, Massacre Records)
- 2013: Black Water (Single, Eigenveröffentlichung)